# 倉敷警察署
倉敷警察署（くらしきけいさつしょ）は、岡山県警察が管轄する警察署の一つ。大規模警察署。署長は警視である。
県西部の拠点と位置付けられている。

## 所在地
- 岡山県倉敷市大島451番地1

## 管轄区域
- 倉敷市（倉敷地域）
- 岡山市北区大内田（岡山県総合展示場コンベックス岡山の区域）
- 都窪郡早島町

## 沿革

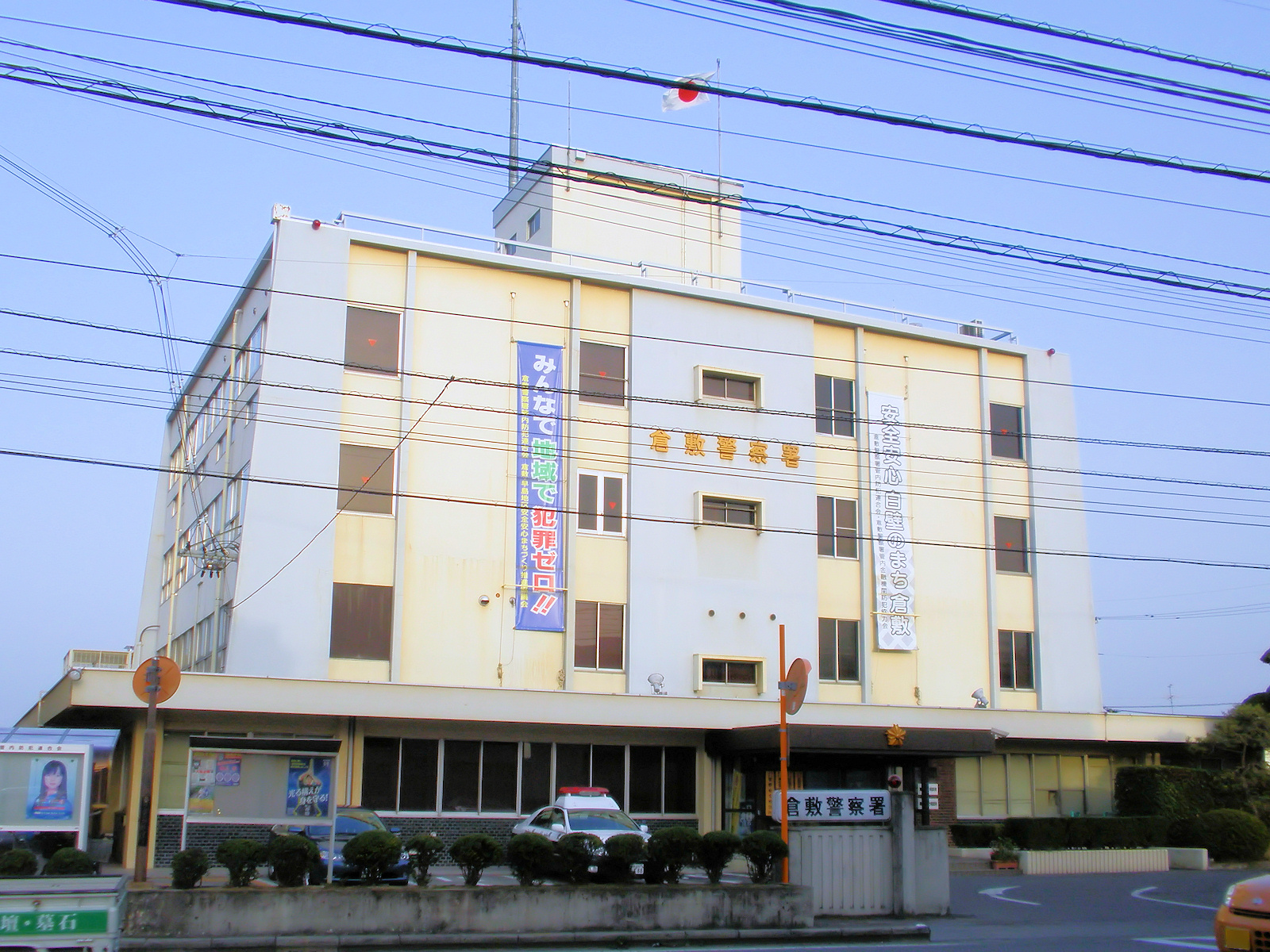
旧庁舎（2010年撮影）

- 1876年9月 窪屋郡倉敷村（現・倉敷市）に第2部警察出張所を設置。
- 1877年2月 倉敷警察署に改称。
- 1879年2月 玉島警察署倉敷分署に改称。
- 1886年10月 倉敷警察署に改称。
- 1964年6月 現在の場所に新築移転。
- 1971年10月1日 岡山南警察署の設置に伴い、岡山市のうち妹尾地域・福田・興除地域地区、児島郡藤田村（現・岡山市）を岡山南警察署に、岡山市のうち吉備地区を岡山西警察署に移管。
- 2011年4月27日 老朽化のため新庁舎の建て替え工事開始[1]。
- 2013年2月9日 新庁舎本館での業務を開始。玉島署を拠点としている機動警ら隊倉敷方面隊も配置される。
- 2013年6月 本館の南側に建設していた別館が完成。本館と別館を合わせた広さは従来の約2.5倍となる[2]。
- 2013年7月1日 倉敷運転免許試験場が新庁舎別館に移転[3]。

## 交番
（ ）の中は所在地。
- 阿知交番（倉敷市阿知二丁目）
  - 倉敷市のうち阿知一丁目・二丁目・三丁目、昭和一丁目・二丁目、鶴形一丁目・二丁目、稲荷町、老松町一丁目～五丁目、川西町、中央一丁目・二丁目、白楽町（一部）、東町、船倉町、本町、南町、向山、幸町、美和一丁目・二丁目
- 万寿交番（倉敷市北浜町）
  - 倉敷市のうち青江、石見町、大島（一部）、川入、北浜町、寿町、祐安、西岡（一部）、浜ノ茶屋、浜ノ茶屋一丁目・二丁目、浜町一丁目・二丁目、日ノ出町一丁目・二丁目、日吉町、平田（一部）、宮前
- 市役所前交番（倉敷市西中新田）
  - 倉敷市のうち笹沖、新田、西中新田（一部）、白楽町（一部）、吉岡
- 中島交番（倉敷市中島）
  - 倉敷市のうち片島町、四十瀬（一部）、中島、西阿知町、西阿知町新田、西阿知町西原
- 大高交番（倉敷市西中新田）
  - 倉敷市のうち浦田、沖、沖新町、上富井、四十瀬（一部）、田ノ上、田ノ上新町、西富井、西中新田（一部）、東富井、福井、堀南
- 茶屋町交番（倉敷市茶屋町）
  - 倉敷市中うち茶屋町、茶屋町早沖
- 中庄交番（倉敷市中庄団地）
  - 倉敷市のうち大島（一部）、黒崎、中庄、中庄団地、羽島（一部）、平田（一部）、福島、
- 松島交番（倉敷市松島）
  - 倉敷市のうち栗坂、下庄、徳芳、鳥羽、二子、松島
- 中洲交番（倉敷市水江）
  - 倉敷市のうち大内、酒津、八王寺町、水江、安江
- 早島交番（都窪郡早島町早島）
  - 岡山市北区のうち大内田の一部
  - 都窪郡早島町一円（早島、前潟、矢尾、若宮）

## 駐在所
（ ）の中は所在地。
- 菅生駐在所（倉敷市西坂）
  - 倉敷市のうち浅原、生坂、西岡（一部）、西坂、三田
- 帯江駐在所（倉敷市加須山）
  - 倉敷市のうち有城、帯高、加須山、亀山、倉敷ハイツ、羽島（一部）、二日市
- 豊洲駐在所（倉敷市西田）
  - 倉敷市のうち五日市、高須賀、中帯江、西田、早高
- 藤戸駐在所（倉敷市藤戸町天城）
  - 倉敷市のうち天城台一丁目～四丁目、黒石、粒浦、粒江、粒江団地、八軒屋、東粒浦、藤戸町天城、藤戸町藤戸
- 庄駐在所（倉敷市西尾）
  - 倉敷市のうち庄新町、上東、西尾、日畑、矢部、山地